# Basic Connection
I Basic Connection sono stati un gruppo musicale eurodance italiano attivo nella seconda metà degli anni novanta, formato dai performer Alice Guarnieri, modella immagine femminile lip sync e Cris Star (Cristiano Piva), ballerino e ideatore delle coreografie dei brani realizzati con il produttore discografico Mauro Tondini. Le parti vocali sono state eseguite dalle cantanti Dana (Daniela Gorgoni), Julie Harrington e Joanne Houchin.
Creato e gestito dalla Abramo Allione Edizioni Musicali a Milano, il gruppo ha avuto popolarità internazionale tra il 1997 e il 1998 grazie al singolo Hablame luna, che ha accompagnato la pubblicazione dell'omonimo album in diverse nazioni.

## Storia
Il gruppo ha esordito con un primo singolo nel 1996, un pezzo strumentale intitolato Faithless, prima versione embrionale del pezzo che ha portato al successo il gruppo. Nel frattempo, nel 1997 parteciparono insieme ad altri dj di fama internazionale come Mario Fargetta, Todd Terry, Dj Cerla e i Black Box alla realizzazione dell'album di remix di Lucio Dalla, intitolato Lucio Dalla - Dance Remixes, realizzando una versione dance del noto brano Canzone. Nello stesso anno, è è stato pubblicato il brano Hablame luna (talvolta stilizzato come ...habla me luna...), versione vocale del precedente brano interpretata da Dana, con il quale riuscirono a imporsi in diverse compilation di genere eurodance e house pubblicate in quel periodo, come Hit Mania Dance 1998. Il singolo ebbe un buon successo anche di vendite, entrando in classifica oltre che in Italia (al quattordicesimo posto nel gennaio del 1998) anche in Svizzera e Germania, ma soprattutto negli ambienti musicali dance e nelle discoteche, venendo remixato da diversi disc jockey di fama internazionale come Todd Terry. Il brano nasceva su una rievocazione del brano Twin Peaks Theme composto da Angelo Badalamenti per la colonna sonora della serie televisiva I segreti di Twin Peaks, di cui riprendeva alcune note.
Dal successo del singolo è stato tratto un intero album, intitolato Hablame Luna - The Album, che venne pubblicato nel 1998 da etichette discografiche differenti a seconda dei paesi: in Germania dalla Marlboro Music/IDE, in Italia dalla No Colors, in Svezia dalla Discoboll e in Inghilterra dalla Bull and Butcher.
Al successo di Hablame Luna seguì la pubblicazione di altri due singoli, You Are My Love, interpretato da Julie Harrington e Angel (Don't Cry), interpretato da Joanne Houchin e remixato dal dj Sash! nella sua versione più nota. 

### Dopo il successo
Nonostante la brevissima attività durata solo pochi anni, il gruppo nel corso degli anni è stato costantemente inserito in diverse compilation di musica dance dedicate ai successi del passato grazie al successo di Hablame luna.
Nel gennaio del 2022, Hablame luna è stato rielaborato da Mario Fargetta (con lo pseduonimo Get Far) e LennyMendy a 25 anni di distanza dalla sua pubblicazione, in una versione aggiornata e con sonorità house.
Mauro Tondini, dopo la conclusione del progetto Basic Connection, ha proseguito l'attività di produttore discografico, mentre Cristiano Piva a partire dal 2021 ha pubblicato alcuni singoli discografici in formato digitale con lo pseudonimo di Cris Star.

## Discografia

### Album
- 1998 - Hablame Luna

### Singoli
- 1996 - Faithless (strumentale)
- 1997 - Hablame Luna (cantata da Dana)
- 1998 - You Are My Love (cantata da Julie)
- 1998 - Angel (Don't Cry) (cantata da Joanne)

### Partecipazioni
- 1997 - Lucio Dalla - Dance Remixes, con il remix del brano Canzone

## Formazione
- Mauro Tondini (produttore)
- Cristiano Piva alias Cris Star (coreografo e performer)
- Alice Guarnieri (modella immagine lip sync)